# 去甲可待因
去甲可待因（英語：Norcodeine）是一种阿片剂结构类似物，是可待因的N-去甲基化衍生物。它本身的阿片类活性相对较小，但它会在摄入可待因后，作为代谢物形成。
去甲可待因是美国的Schedule I级别麻醉药品管制物质，行政管制物质代码（ACSCN）为9309，年度生产定额为0。使用的盐类包括醋酸鹽（游离碱转化转换比率0.826）、氢碘酸盐（0.662）、盐酸盐（0.759）、硝酸盐（0.819）、氯化铂酸盐（0.582）和硫酸盐（0.744）。